# Olivella cymatilis
Olivella cymatilis är en snäckart som beskrevs av S. S. Berry 1963. Olivella cymatilis ingår i släktet Olivella och familjen Olividae. Inga underarter finns listade i Catalogue of Life.